# علی فرح‌بخش
علی فرحبخش اقتصاددان و روزنامه‌نگار ایرانی است. 

## دوران محکومیت
ایشان که پیشتر از این برای برخی روزنامه‌های اصلاح‌طلب چون شرق، صبح امروز و یاس نو مطلب می‌نوشت، در آذر سال ۱۳۸۵ هنگام بازگشت از یک کنفرانس اقتصادی در بانکوک در فرودگاه مهرآباد تهران بازداشت شد.
سرانجام در ۵ اسفند ۱۳۸۵ جلسه محاکمه این خبرنگار بدون حضور هیئت منصفه، وکیل و خانواده وی برگزار و در نهایت در روز ۶ فروردین ۱۳۸۶ در دادگاهی غیرعلنی از سوی شعبه ۶ دادگاه انقلاب به اتهام دریافت پول از بیگانگان و جاسوسی به تحمل ۳ سال زندان و پرداخت ۲۳۰۰ دلار جریمه نقدی محکوم شد.
دوران زندانی فرح‌بخش که در بند ۲۰۹ زندان اوین گذشت همراه با بروز مشکلات جسمی و روحی اعم از ناراحتی در دستگاه گوارشی هم بوده‌است.

### تلاش برای آزادی
در این دوران تلاش‌هایی هم برای آزادی وی صورت گرفت که از آنجمله می‌توان به سازمان گزارشگران بدون مرز، انجمن صنفی روزنامه‌نگاران، انجمن دفاع از آزادی مطبوعات اشاره کرد.
خانواده فرحبخش نیز در نامه‌ای از رئیس قوه قضائیه درخواست کردند تا برای نجات فرزندشان که در زندان بیمار هم شده‌بود کاری کند. هاشمی شاهرودی در حاشیه این نامه برای قاضی پرونده نوشت که قرار بازداشت را به وثیقه تبدیل کند تا فرح‌بخش بتواند نوروز را در کنار خانواده‌اش باشد اما حتی به درخواست رئیس قوه قضائیه هم ترتیب اثر داده‌نشد.
ضمن اینکه محمود علیزاده طباطبایی وکیل مدافع فرح‌بخش نیز تقاضای تجدیدنظر در حکم او را کرد.

### نامه درخواست ۲۷۴ روزنامه‌نگار برای آزادی
روز یکشنبه، ۲ اردیبهشت ۱۳۸۶، ۲۷۴ تن از روزنامه‌نگاران ایران با انتشار نامه‌ای خطاب به محمود هاشمی شاهرودی، رئیس قوه قضاییه جمهوری اسلامی از وی خواستند تا علی فرحبخش روزنامه‌نگاری که از اوایل آذر سال ۸۵ در بازداشت به سر می‌برد را آزاد کند.
در این نامه که در سایت انجمن صنفی روزنامه‌نگاران ایران نیز نسخه‌ای از آن منتشر شده، روند بازداشت و زندانی کردن علی فرحبخش به عنوان یکی از موارد رعایت نشدن اصول و احکام تصریح شده در قانون و احترام به حقوق و آزادی‌های شهروندی برای بازداشت شدگان، متهمان و زندانیان جرایم سیاسی، فرهنگی و مطبوعاتی یاد شده‌است.

## آزادی
سرانجام فرح‌بخش در روز سه شنبه ۱۸ مهر و پس از تحمل ۱۱ ماه حبس از زندان اوین آزاد شد. دوران محکومیت وب در بندهای ۲۰۹ و ۳۵۰ زندان اوین سپری شد.